# Rubén Estanga
Rubén Estanga (Buenos Aires, Argentina; 2 de enero de 1945- Ibidem; 10 de octubre de 1971) fue un primer bailarín de danza clásica argentino.

## Carrera
En su primera infancia estudió baile español. De los ocho a los dieciocho años estudió danzas clásicas en el Instituto Superior de Arte del Teatro Colón con Gema Castillo, Jorge Tomin, Michel Borowski, María Ruanova y Roberto Giachero. Formó parte del cuerpo de ballet de dicho instituto y luego ganó por concurso el cargo de estable en el elenco (en algunas ocasiones fue solista). Como integrante de ese elenco realizó diversas giras por el interior del país y por Uruguay. En el ínterin, formó parte del Ballet Infantil de Beatriz Ferrari como primer bailarín. Luego siguió estudiando danzas españolas con el maestro Alcalá y, también, danzas folklóricas. En 1968 fue solista en el Festival de la Danza de París.
Se destacan sus actuaciones en: El sombrero de tres picos, de Manuel de Falla, como el molinero; Romeo y Julieta, de Piotr Ilich Chaikovski, como Mercucio y Pájaro de fuego, de Ígor Stravinski. Actuó en diversos teatros de Buenos Aires y del interior junto con las primeras figuras del Teatro Colón. Formó parte de una compañía patrocinada por una empresa comercial, con la cual recorrió Argentina y otros países americanos.

## Teatro
- El sombrero de tres picos.
- Romeo y Julieta.
- Pájaro de fuego.
- El viejo Makosky.
- Don Quijote

## Tragedia
Cuando por razones artísticas se trasladaba en avión rumbo a Trelew junto al cuerpo estable de baile del Teatro Colón, la aeronave se precipitó a las aguas del Río de la Plata, ocasionándole la muerte a él y a todos sus compañeros. El hecho acaeció el 10 de octubre de 1971, razón por la cual, en Argentina, se instituyó esa fecha para conmemorar el Día Nacional de la Danza. Estanga tenía tan solo 26 años.
Fallecieron junto a él los siguientes integrantes del cuerpo de ballet del Teatro Colón: Norma Fontenla (primera bailarina), José Neglia (primer bailarín), Antonio Zambrana, Carlos Schiaffino, Carlos Santamarina, Martha Raspanti, Sara Bochkovsky y Margarita Fernández. También murió el piloto Orlando Golotylec. El Ballet Estable del Teatro Colón cumplía una gira por el interior del país auspiciada por la empresa Pepsi Cola Argentina bajo el nombre de “Plan de Difusión Cultural”.
Durante el velatorio en el Salón Dorado del Teatro Colón, 3.500 personas asistieron para despedir a los artistas. El retiro de los restos de los bailarines rumbo al Cementerio de la Chacarita fue acompañado por Tercera Sinfonía de Beethoven conocida como la Marcha Fúnebre.